# Sportlövészet az 1932. évi nyári olimpiai játékokon
Az 1932. évi nyári olimpiai játékokon sportlövészetben két egyéni versenyt rendeztek.

## Éremtáblázat
(A rendező ország csapata és a magyar érmesek eltérő háttérszínnel, az egyes számoszlopok legmagasabb értéke, vagy értékei vastagítással kiemelve.)
| Az 1932. évi nyári olimpiai játékok éremtáblázata sportlövészetben | Az 1932. évi nyári olimpiai játékok éremtáblázata sportlövészetben | Az 1932. évi nyári olimpiai játékok éremtáblázata sportlövészetben | Az 1932. évi nyári olimpiai játékok éremtáblázata sportlövészetben | Az 1932. évi nyári olimpiai játékok éremtáblázata sportlövészetben | Olimpia  |
| ------------------------------------------------------------------ | ------------------------------------------------------------------ | ------------------------------------------------------------------ | ------------------------------------------------------------------ | ------------------------------------------------------------------ | -------- |
|                                                                    | Ország                                                             | Arany                                                              | Ezüst                                                              | Bronz                                                              | Összesen |
| 1.                                                                 | Svédország (SWE)                                                   | 1                                                                  | 0                                                                  | 1                                                                  | 2        |
| 2.                                                                 | Olaszország (ITA)                                                  | 1                                                                  | 0                                                                  | 0                                                                  | 1        |
|                                                                    |                                                                    |                                                                    |                                                                    |                                                                    |          |
| 3.                                                                 | Mexikó (MEX)                                                       | 0                                                                  | 1                                                                  | 0                                                                  | 1        |
| 3.                                                                 | Németország (GER)                                                  | 0                                                                  | 1                                                                  | 0                                                                  | 1        |
|                                                                    |                                                                    |                                                                    |                                                                    |                                                                    |          |
| 5.                                                                 | Magyarország (HUN)                                                 | 0                                                                  | 0                                                                  | 1                                                                  | 1        |
|                                                                    |                                                                    |                                                                    |                                                                    |                                                                    |          |
| Összesen                                                           | Összesen                                                           | 9                                                                  | 10                                                                 | 9                                                                  | 28       |

## Érmesek
| Az 1932. évi nyári olimpiai játékok érmesei sportlövészetben |                                          |                                    |                                                  |
| Versenyszám                                                  | Arany                                    | Ezüst                              | Bronz                                            |
| Gyorstüzelő pisztoly 25 m                                    | Renzo Morigi · Olaszország (ITA) · 36    | Heinz Hax · Németország (GER) · 36 | Torsten Ullman · Svédország (SWE) · 36           |
| Kisöbű puska fekvő                                           | Bertil Rönnmark · Svédország (SWE) · 294 | Gustavo Huet · Mexikó (MEX) · 294  | Soós Hradetzky Zoltán · Magyarország (HUN) · 293 |